# Habronyx lachesis
Habronyx lachesis là một loài tò vò trong họ Ichneumonidae.